# 哈得孫格蘭德維尤 (紐約州)
哈得孫格蘭德維尤（英語：Grand View-on-Hudson）是位於美國紐約州羅克蘭縣的村。

## 人口
根據2020年美國人口普查的數據，哈得孫格蘭德維尤的面積為0.45平方千米，皆為陸地。當地共有人口246人，而人口密度為每平方千米547人。